# Psychomorpha
Psychomorpha là một chi bướm đêm thuộc họ Noctuidae.

## Loài
- Psychomorpha epimenis – Grapevine Epimenis Drury, 1782